# Toyota Publica
Toyota Publica — автомобиль класса B, производимый фирмой Toyota c 1961 по 1978 годы. Преемником Publica является Toyota Starlet.
Первоначальная Publica носила индекс UP10, после первого рестайлинга (1966) — UP20, после второго (1969) — UP30.
Существовало пять типов кузова — седан, универсал, купе, кабриолет, пикап.

## Первое поколение (P10)
Новому автомобилю было дано внутреннее обозначение «UP10» и рыночное название «Publica», он продавался через новую дилерскую сеть, отдельно от ранних сетей «Toyota» и «Toyopet», названную Toyota Publica Store (позже переименованную в Toyota Corolla Store). Продажи начались в июне 1961 года с базовой ценойf ¥389000. Изначально, автомобиль был очень простым, не было такие базовых опций, как радио или печка.
Бывший Central Motors выпускал кабриолеты Publica с октября 1963 года.
В 1962 году появилась двух-дверная версия универсал, а также производная модель, Toyota Sports 800 (изначально позиционируемая как «Publica Sport») была представлена на Токийском автосалоне. В 1963 году Toyota выпустила новую комплектацию Deluxe, обозначив внутренне как «type UP10D», в которой фигурируют такие «излишества» как лежачие места, печка или радио, а также некоторый хромовый декор (предыдущая базовая модель теперь называлась Standard). С появлением Deluxe, спрос, наконец, поднялся, и когда в том же году появилась модель кабриолет, продажи Publica достигли целевого уровня в 3000-4000 ежемесячно. В феврале 1964 года модель пикап была добавлена в линейку и в сентябре двигатель получил дополнительную мощность 32 л. с., а в Deluxe-комплектации также стала доступна версия универсал.

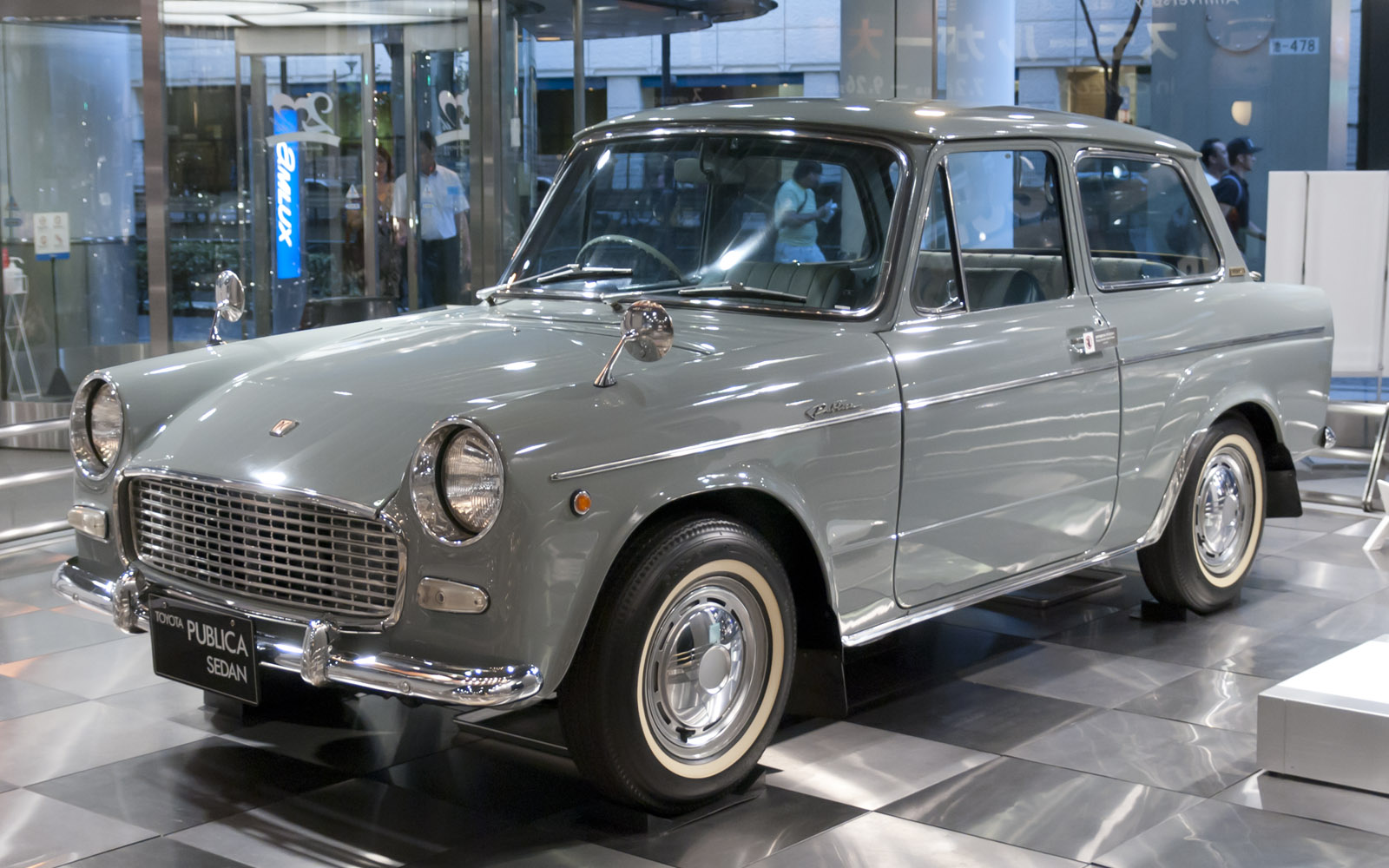
Toyota Publica DeLuxe (UP10D)
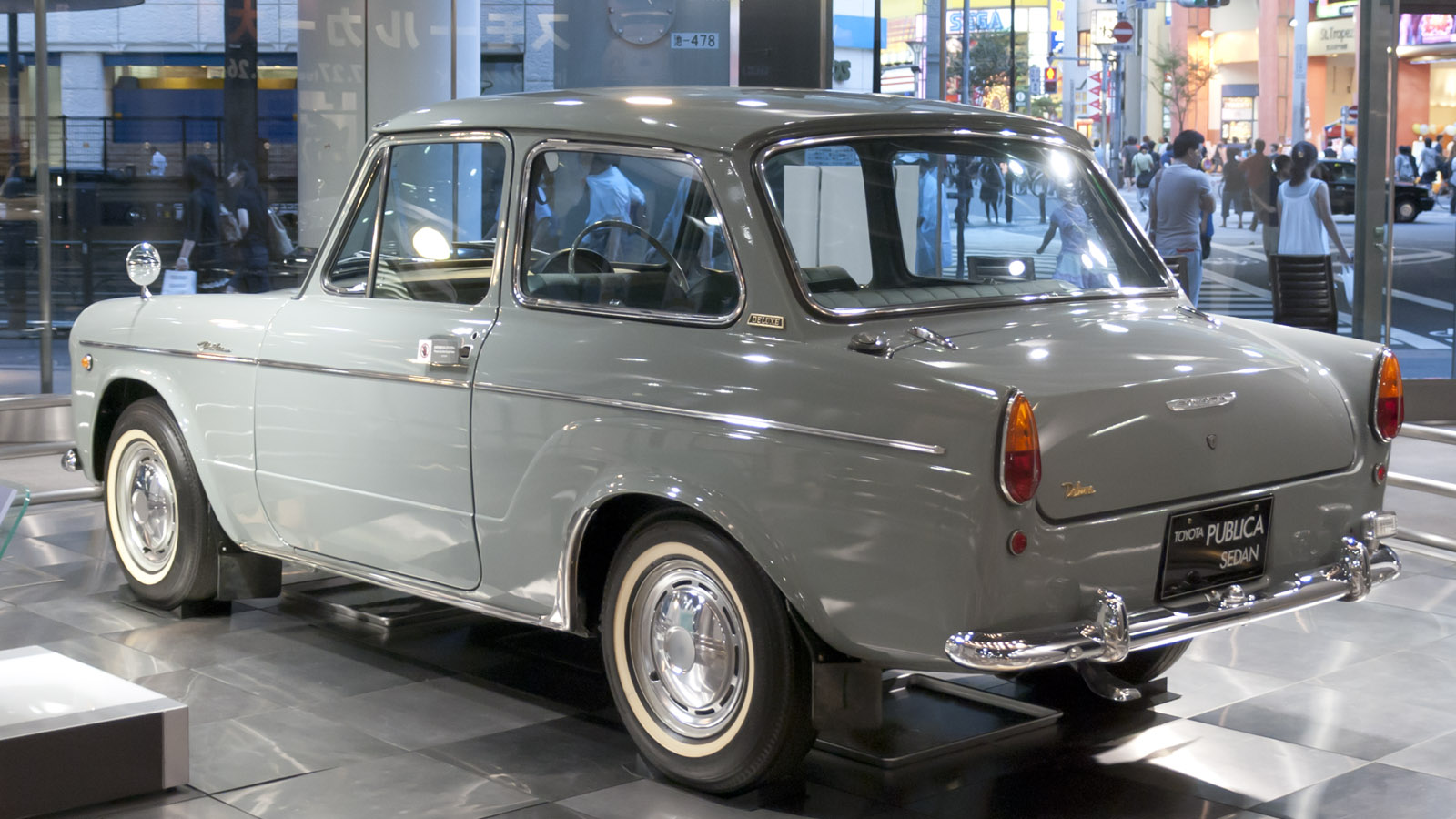
Вид сзади

## Второе поколение (P20)
В 1966 году Toyota запускает обновлённую Publica, обозначенную как UP20. Объём двигателя вырос с 697 до 790 куб.см, заявленная мощность составляла 35-36 л. с. (двигатель теперь назывался 2U) в то время как кабриолет имел мощность в 45 л. с. с двигателем от Sports 800. С октября этого года, дилеры работали в рамках бренда «Toyota Publica» (а не просто «Publica»), базовая цена была снижена до ¥359000 для 1967 — так как доллар США составлял ¥360 в это время, Toyota продавала Publica как «1000-долларовую машину». Автосалоны Publica были позже переименованы в «Toyota Corolla Store» после перехода популярности к Corolla от Publica в качестве доступного, малого автомобиля.
В 1966 году Toyota также запустила фургон Toyota MiniAce, основанный на UB20 Publica. В 1968 году появилась версия Publica Super с двигателем от Sports 800. P20 Publica была сменена полностью обновлённой серией P30 в апреле 1969 года.
Бывший Central Motors выпускал кабриолеты Publica до декабря 1968 года.
Продажи P10 и P20 Publica:
| Год  | Выпущено | Год  | Выпущено | Год  | Выпущено | Год  | Выпущено |
| ---- | -------- | ---- | -------- | ---- | -------- | ---- | -------- |
| 1961 | 8 187    | 1963 | 28 181   | 1965 | 43 437   | 1967 | 42 197   |
| 1962 | 18 933   | 1964 | 42 218   | 1966 | 48 415   | 1968 | 37 262   |

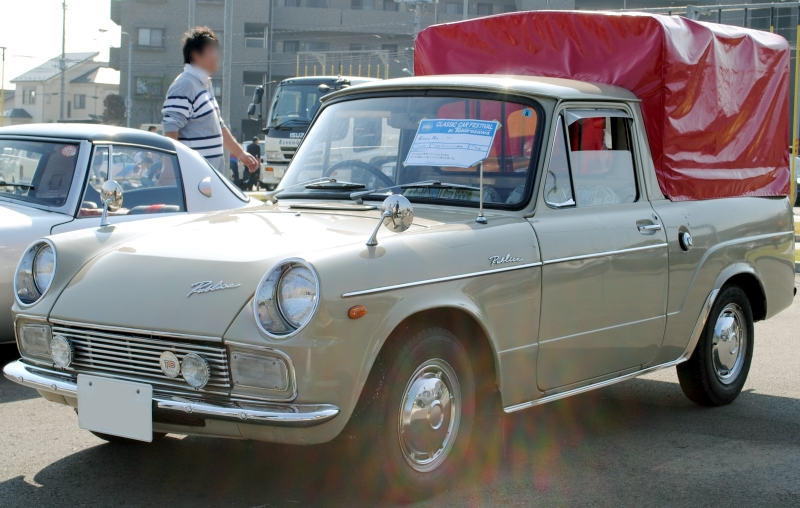
Пикап Publica 800 (UP26)
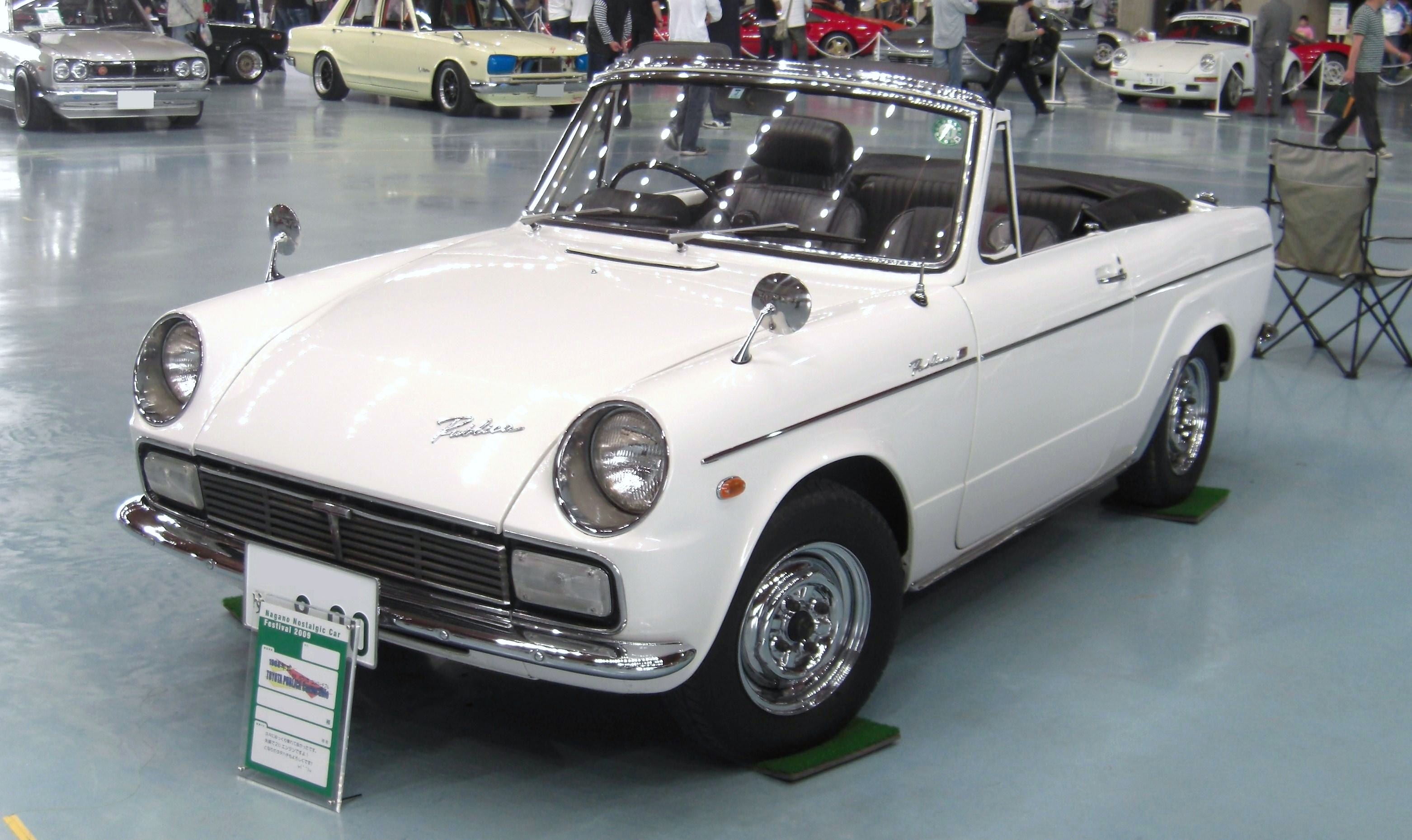
Кабриолет Publica 800 (UP20S)
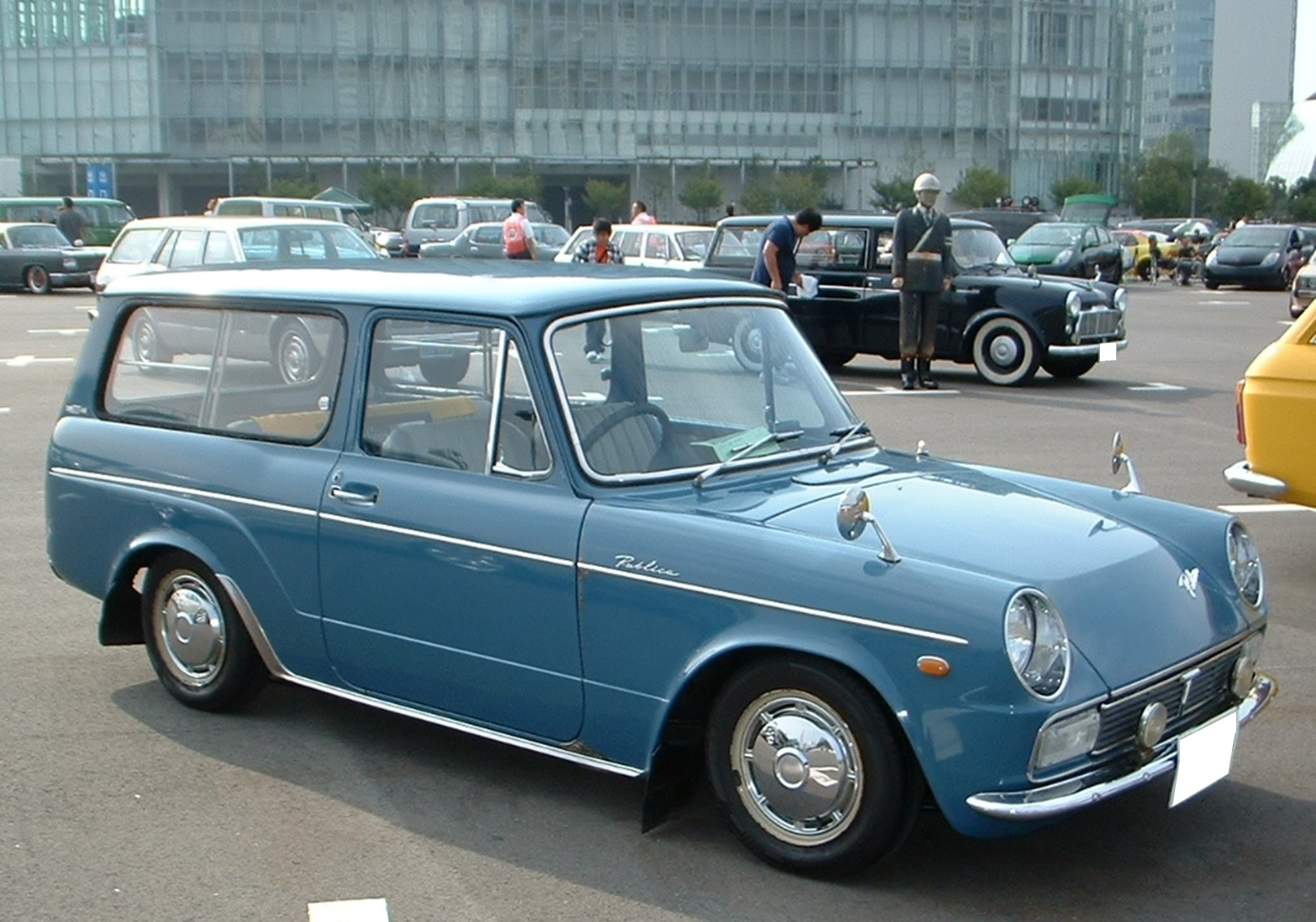
Универсал Publica 800 (UP26V-D)
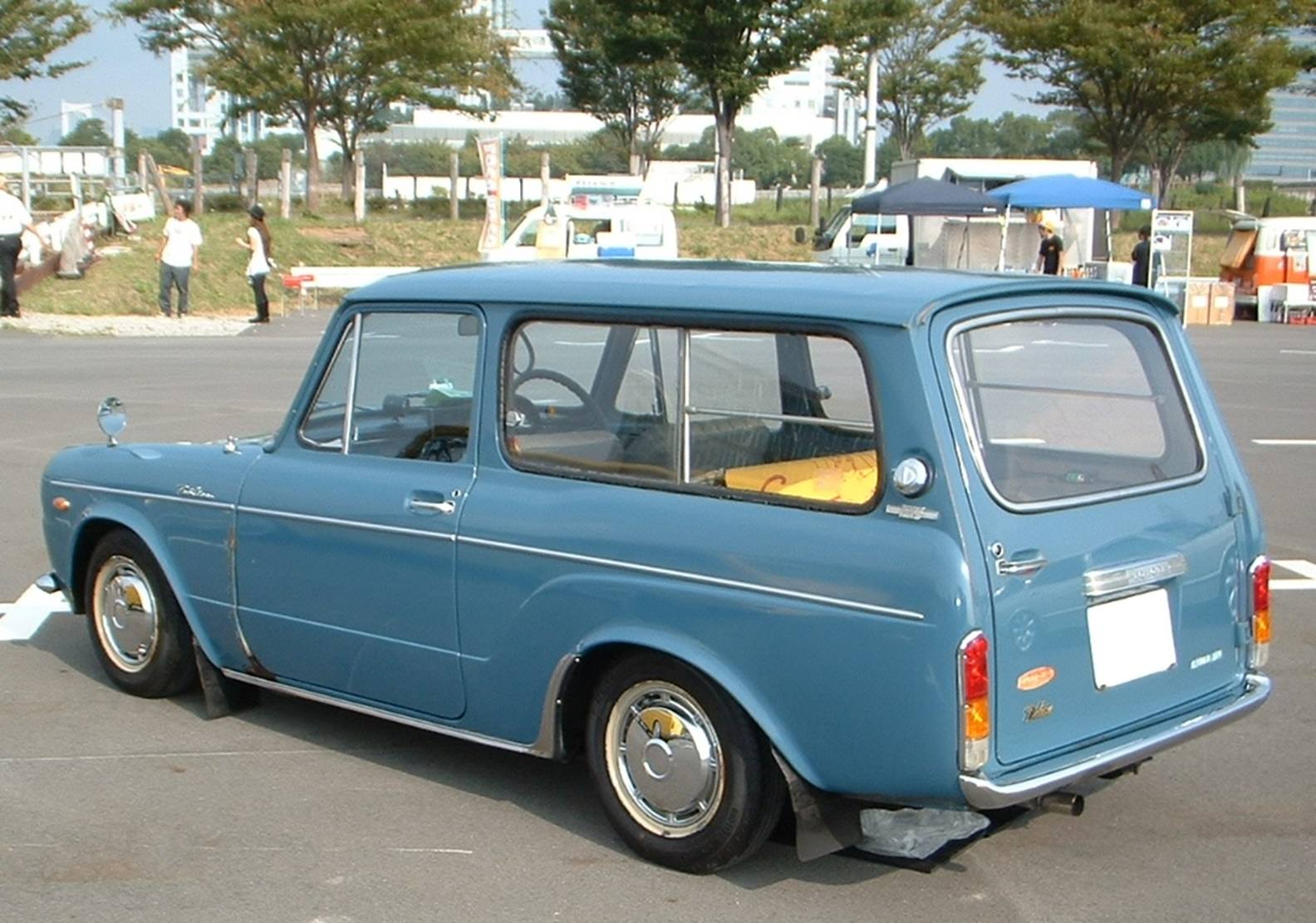
Вид сзади

### Третье поколение (P30)

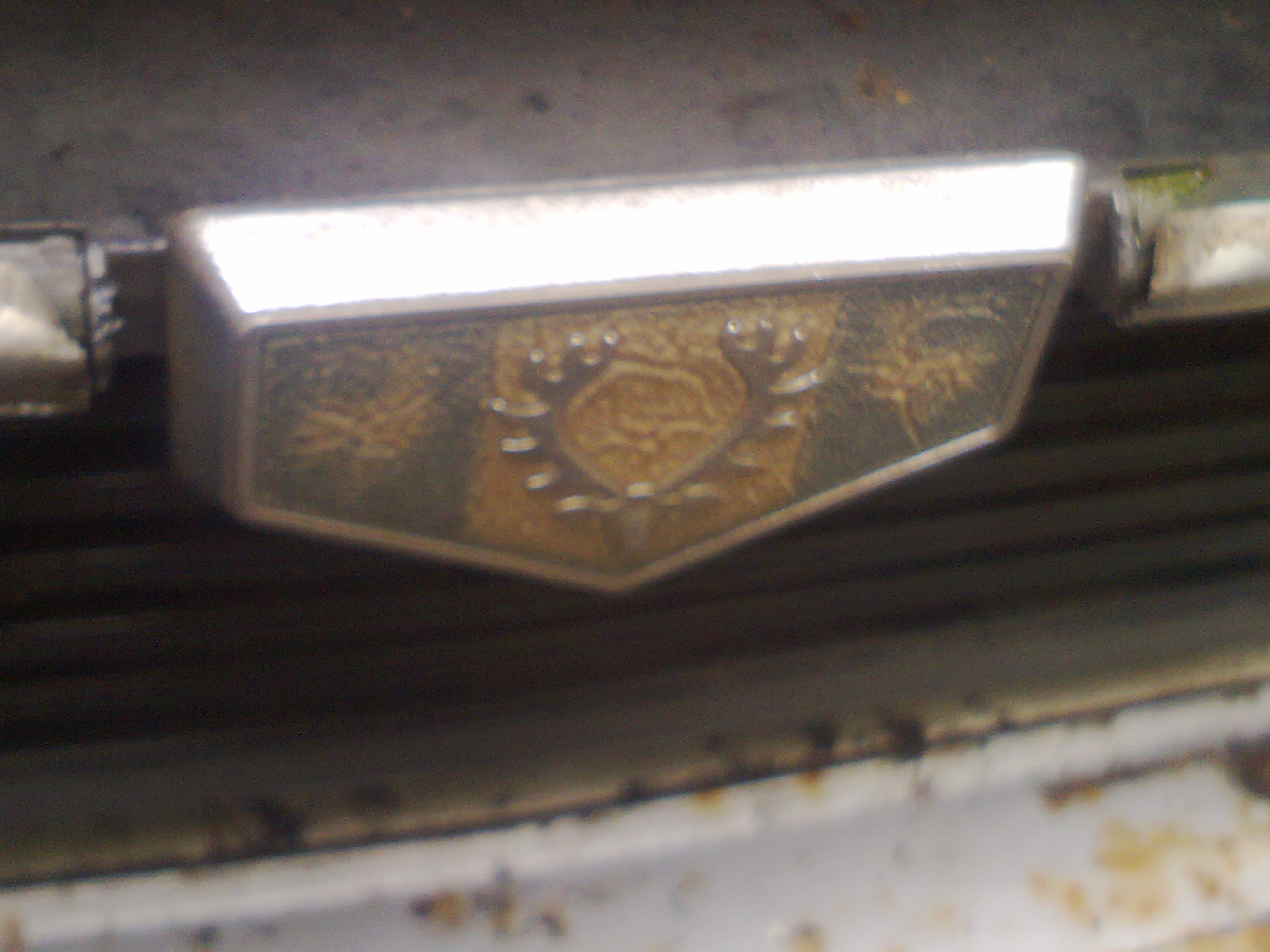
Шильдик Toyota Publica на универсале

В апреле 1969 года было запущено новое поколение Publica. Автомобиль представлял собой уменьшенную версию Corolla, расположившуюся на укороченной колёсной базе Corolla. В то время как 790-кубовый двигатель 2U с воздушным охлаждением оставался самым дешевым на внутреннем японском рынке, в линейке появился новое семейство K-двигателей четырёхцилиндровых, жидкостного охлаждения, объёмом 993 см³ (обозначался 2K) мощностью 58 л. с. (43 кВт), который, по сути, являлся малой версией 1077-кубового двигателя, используемого на новых Toyota Corolla. Publica 800 имела мощность 40 л. с. (29 кВт) и максимальную скорость 120 км/ч, а 1100 SL разгонялось до 155 км/ч. 800 и 1000 были доступны в комплектациях Standard либо Deluxe, в кузовах седана либо универсала. Универсал был несколько медленнее, имея заявленную максимальную скорость 115 и 135 км/ч для соответствующих версий.
Изначально были доступны двухдверный седан и трёхдверный универсал (называемый фургоном в Японии, так как он был предназначен для коммерческого использования). Версия пикап, появившаяся в октябре 1969 года, теперь официально стала известна как «пикап». Пикап изначально был доступен только с 1-литровым двигателем, хотя 1,2 стал доступен после фейслифтинга в январе 1972 года. Ситуация на японском рынке менялась, поскольку спрос быстро развивался, и кроме того, после-военное поколение беби-бум выросло и получало свои водительские удостоверения. Corolla, прочно утвердившаяся в качестве семейного автомобиля, на позволяла стать Publica на рынке «народным автомобилем», но оставляла его в качестве первого автомобиля для молодых покупателей.
С 1970 года версия автомобиля строилась Hino Motors на заводе Хамура в Токио. Daihatsu также выпускала Publica, начиная с сентября 1969 года. В 1969 году дилерские центры Publica были переименованы в «Toyota Corolla».

### Publica SL и Daihatsu Consorte

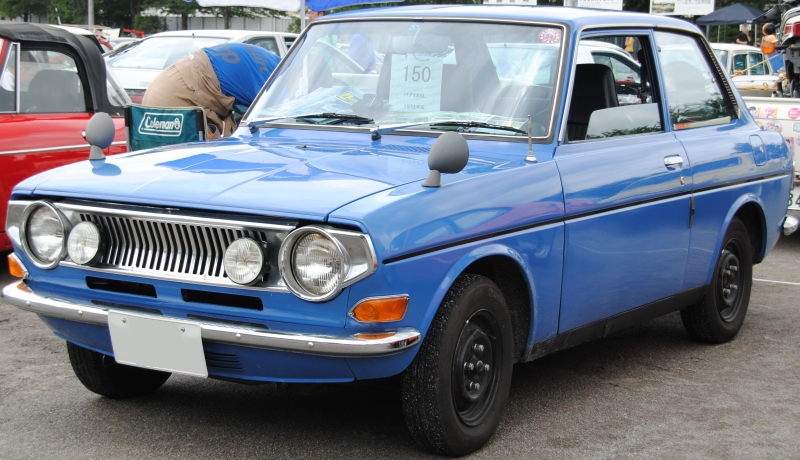
Toyota Publica SL

Самая мощной версией была Publica SL, оснащённая 73-сильным (54 кВт) 1,1-литровым двигателем K-B, также устанавливаемом на Corolla SL. В сентябре, спустя всего полгода, этот двигатель был заменен на 1,2-литровый 3K-B блок, общий для Corolla и Publica SL. В это же время, автоматическая трансмиссия Toyoglide стала доступной на 1-литровых Publica. С началом сотрудничества Toyota и Daihatsu, в 1969 году был запущен Daihatsu Consorte, который по сути, являлся мягко рестайлинговой P30 Publica. Тем не менее, изначально он имел собственный 1-литровый «FE» двигатель, который уже стоял на предыдущей модели, в Compagno.

### Toyota 1000
P30 Publica с 993-кубовым 2K была известна как Toyota 1000 на большинстве рынков вне Японии. Двигатель имел 45 л. с. (33 кВт) в экспортной комплектации. С названием Toyota 1000, автомобиль был запущен на рынок Западной Германии, крупнейший национальный автомобильный рынок в Европе на тот момент, в четвертом квартале 1974 года. Это было необычайно богатую комплектацию, в которую входят радиальные шины, передние подголовники, тонированные стекла, обогрев заднего стекла и радио. На некоторых европейских рынках, таких как Швейцария и Нидерланды, он продавался как «Copain». В Бельгии некоторое время автомобиль продавался как «Toyota Osaka».
Седаны и универсалы Toyota 1000 были сменены P60 Starlet в 1978 году, но пикапы Toyota 1000 продолжали продаваться со следующими седанами и универсалами Starlet. Toyota 1000 выпускались в кузовах двух-дверного седана, трёх-дверного универсала и двух-дверного пикапа. В Южной Африке, также был пикап Toyota 1000 с 1166-кубовым двигателем 3K.

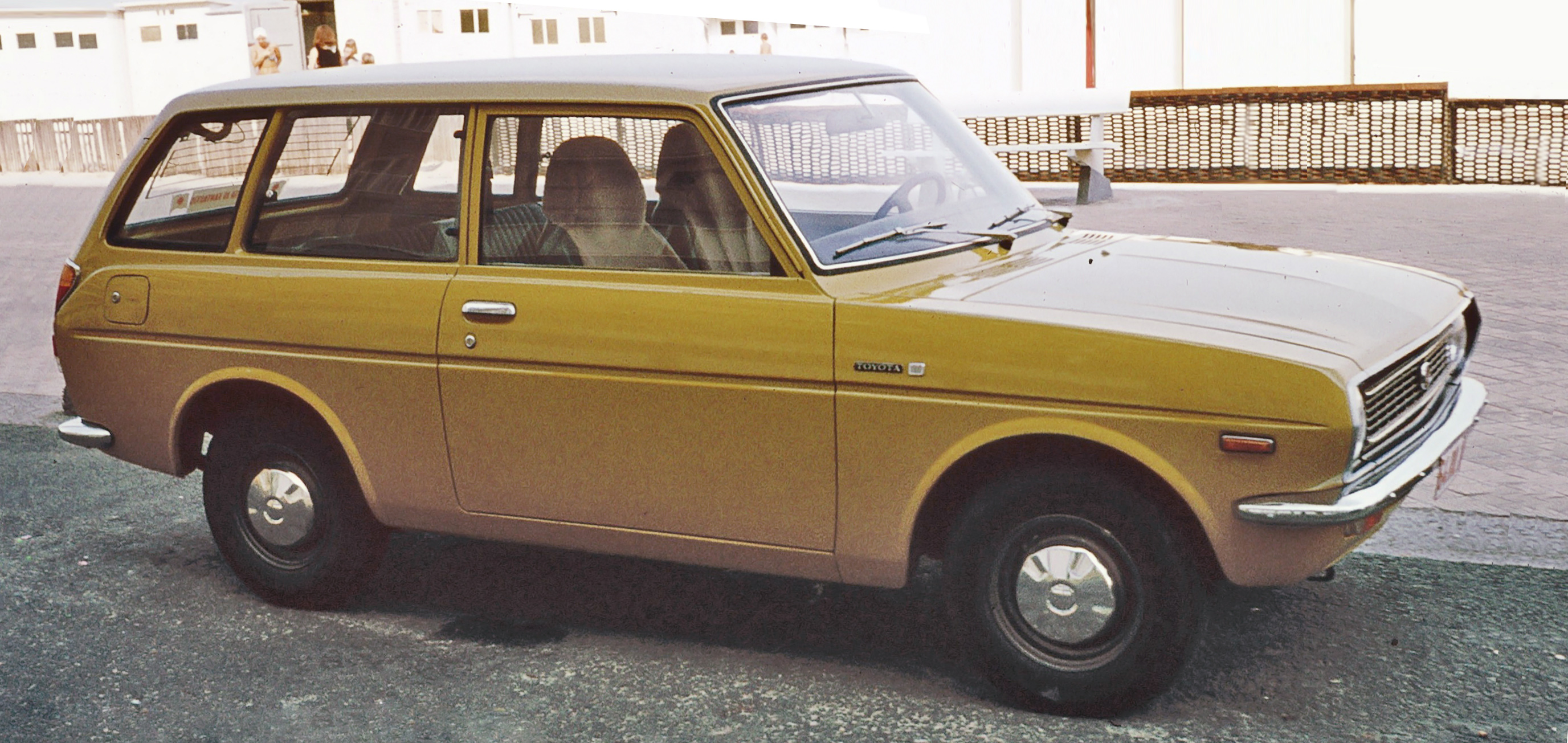
Универсал Toyota 1000 1978 года (KP36V, Европа)
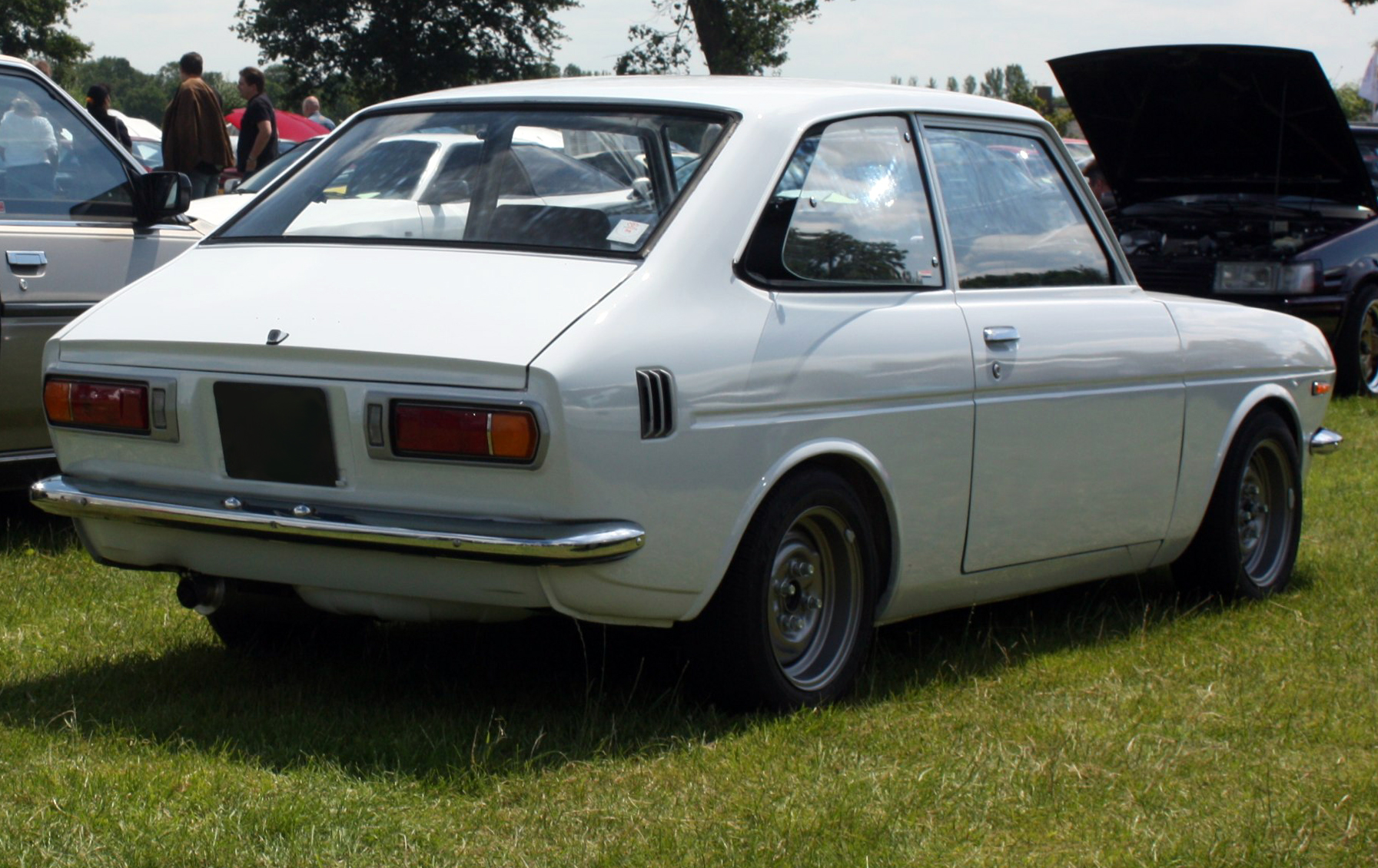
Toyota 1000 после фейслифтинга (KP30, Европа)
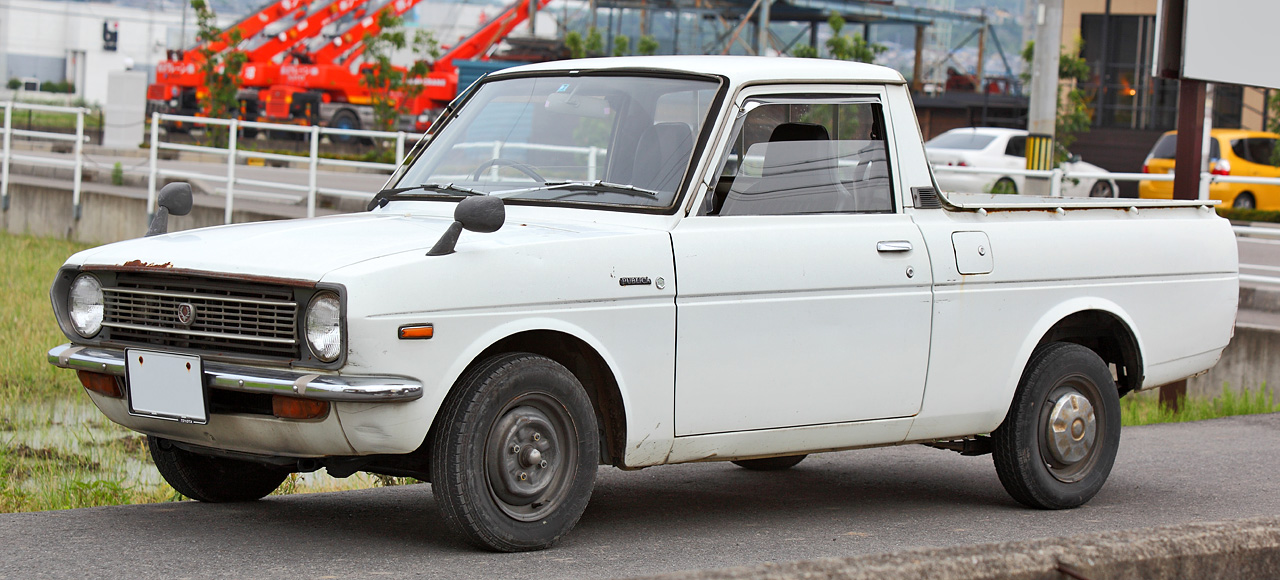
Пикап Toyota Publica 1300 (KP39)